# Kaiserwinkl
Der Kaiserwinkl ist eine bedeutende Tourismus- und Ferienregion im Bundesland Tirol in Österreich. Sie umfasst die vier Gemeinden Kössen, Walchsee, Schwendt und Rettenschöss, die in den Bezirken Kufstein und Kitzbühel liegen und Teil der LEADER-Region Kufstein Umgebung – Untere Schranne – Kaiserwinkl sind. Der Tourismusverband Kaiserwinkl zählt zu den wichtigsten im Tiroler Unterland.

## Geografie

### Lage
Die Region besteht aus den Gemeinden:
- Kössen (KB)
- Walchsee (KU)
- Schwendt (KB)
- Rettenschöss (KU)

Am 1. Januar 2005 wurden die Tourismusverbände Kössen, Walchsee und Rettenschöss fusioniert und der Tourismusverband Kaiserwinkl gegründet. Die Region befindet sich zwischen den Chiemgauer Alpen im Norden und dem namensgebenden Kaisergebirge, dem Zahmen Kaiser im Süden. Die Landschaft ist geprägt von weitläufigen Wiesen, Weilern und Höfen.

### Nachbarregionen
Angrenzende Regionen sind:
|                | Chiemgau                                    | Achental     |
| Kufsteinerland | Kompassrose, die auf Nachbargemeinden zeigt | Pillerseetal |
|                |                                             | Leukental    |

## Tourismusangebot

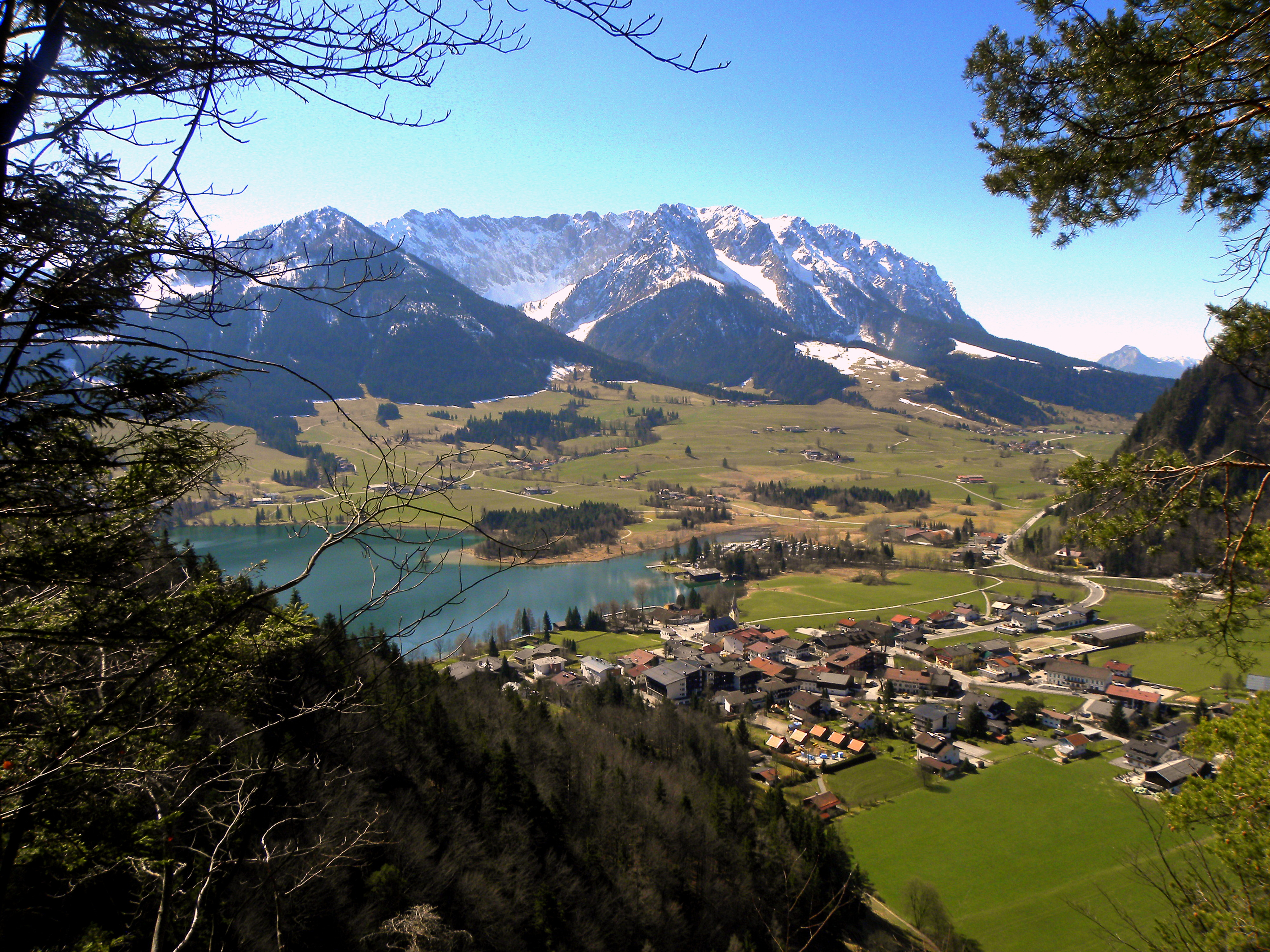
Blick auf den Walchsee und das Kaisergebirge

Der Kaiserwinkl verfügt über insgesamt 200 km markierte Wanderwege, 180 km Bike-Routen und rund 30 bewirtschaftete Almhütten. Im Winter erwartet den Urlauber ein Loipennetz von 121,0 km Klassisch und 119,5 km Skating. Auf den Loipen besteht ein Nachtlanglaufverbot. Im Tiroler Kaiserwinkl ist Langlaufen durch 2 beschneite Loipen meist ab Mitte Dezember möglich. Das Skigebiet Hochkössen und Zahmer Kaiser bietet insgesamt 35,5 km gut präparierte Pisten (gratis Skibus). Bis 2025 war Gerd Erharter Obmann des Tourismusverbandes Kaiserwinkl, heute ist es Johann Knoll.

### Kössen
Die größte Gemeinde des Kaiserwinkls Kössen mit rund 4600 Einwohnern verfügt über rund 2700 Gästebetten und 10 bewirtschaftete Almen/Berghütten. Dazu gibt es auch 2 Campingplätze. Im Sommer bieten sich viele Aktivitäten an. Beliebt ist das Waldschwimmbad und das Rafting. Kössen ist dazu auch eine Pionierstätte des Paragleitens und verfügt über die erste Golfanlage in Europa, welche sich bis nach Bayern erstreckt. Der Kaiserwinkl ist eine der größten Golfregionen Österreichs. Für den Winter gibt es das Skigebiet Hochkössen. 

### Walchsee
Walchsee mit knapp 2200 Einwohnern bietet mehr als 1800 Gästebetten an und 8 bewirtschaftete Almen/Berghütten. Der Ort verfügt über 2 Campingplätze. Der Walchsee ist mit einer Größe von knapp 96 Hektar und einer Tiefe von 21 Metern einer der größeren und wärmsten Badeseen in Tirol. Bootsfahrten werden auch angeboten. Das größte Moorgebiet in Nordtirol, die Schwemm, beherbergt viele seltene Tiere und Pflanzen. Die kleinen Skigebiete Zahmer Kaiser und Amberglift im Ortsteil Durchholzen stellen auch günstige Alternativen zu den großen Skigebieten dar.

### Schwendt
Die Gemeinde Schwendt mit rund 900 Einwohnern verfügt über knapp 320 Gästebetten und 3 bewirtschaftete Almen/Berghütten. Im Kaiserbachtal, unmittelbar vom Ortskern entfernt, liegt ein großes Klettergebiet zwischen dem Wilden und Zahmen Kaiser. Der kleine Ort voll mit Bergen bietet sich perfekt für Wanderungen und Bike Touren an.

### Rettenschöss
Der kleinste Ort der Region Rettenschöss mit nicht ganz 600 Einwohnern bietet rund 250 Gästebetten und 4 bewirtschaftete Almen/Berghütten. Von fast überall aus ist das Wahrzeichen des Bergdorfes, der Zahme Kaiser zu sehen. Im weitläufigen Norden der Gemeinde gibt es viele Möglichkeiten für weite Wanderungen und Fahrrad Touren.

### Regelmäßige Events

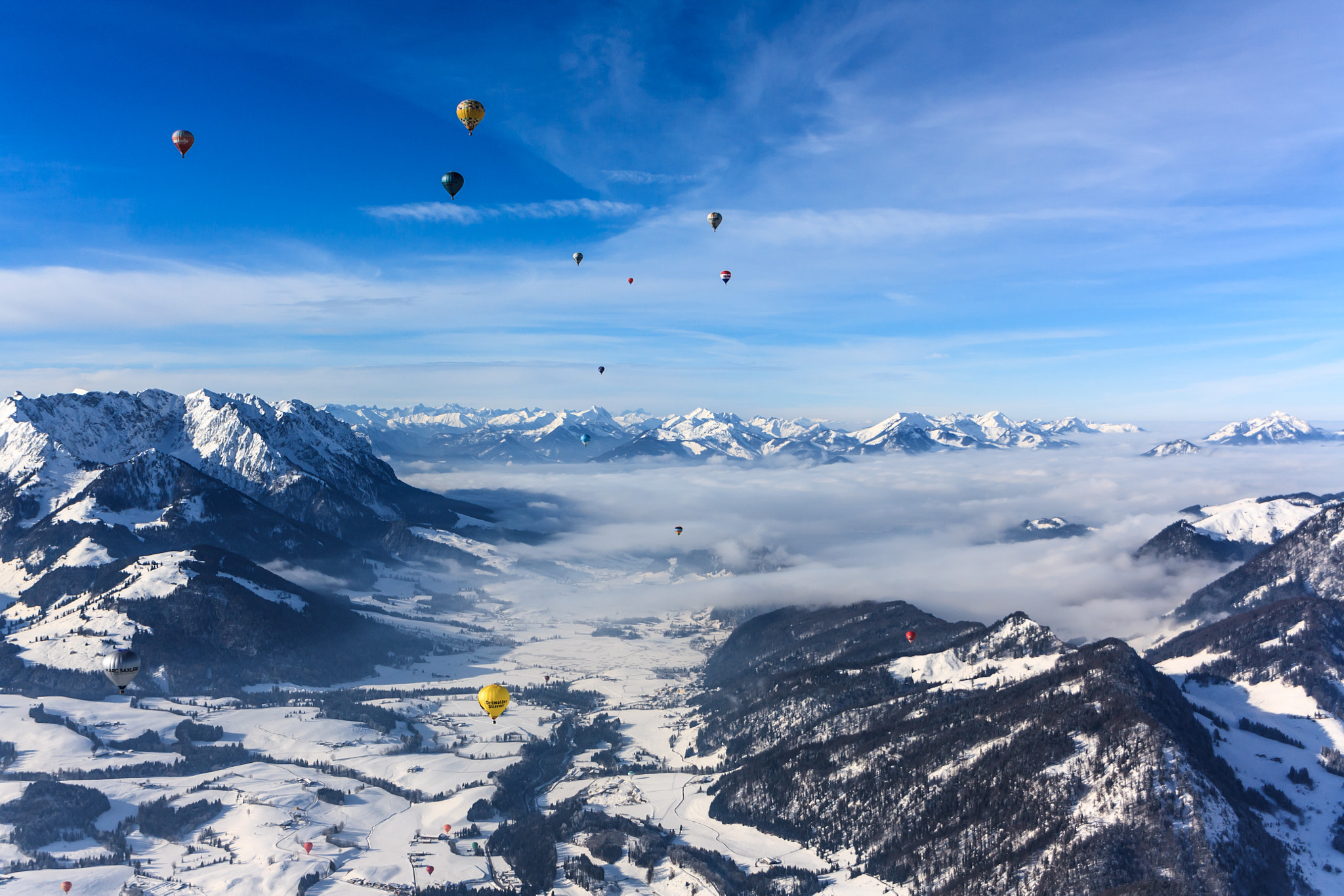
Kaiserwinkl Alpin Ballooning

#### Sommer
- Challenge Kaiserwinkl-Walchsee
- Kaiserwinkl Kasfest
- Egascht Fest'l
- Sommernachtstraum
- S' Kaiserwinkl Schmugglerfest

#### Winter
- Silvestergruß
- Kaiserwinkl Winterzauber
- Kaiserwinkl Alpin Ballooning

Der Tourismusverband veranstaltet regelmäßig auch kleinere Events und Veranstaltungen in allen vier Gemeinden. 

## Wirtschaft und Infrastruktur

### Übernachtungen
Im Jahr 2024 verzeichnete der Tourismusverband fast 960.000 Nächtigungen, wobei die meisten Übernachtungen in den Sommermonaten registriert wurden. Somit konnte die Ferienregion die angestrebten Millionen Übernachtungen nicht erreichen. Die Spitzenmonate sind Juli und August. Besonders herausragend ist die Anzahl der Nächtigungen im Kaiserwinkl Hauptort Kössen, über die Hälfte der Nächtigungen werden hier getätigt. Im Sommer zählt der Kaiserwinkl zu den ausgelasteten Tourismusregionen in Tirol. 85 % der Gäste kommen aus Deutschland.

### Verkehr
Ab 1895 gab es einige Bestreben den Kaiserwinkl über eine Lokalbahn an Kufstein und Reit im Winkl bzw. St. Johann in Tirol anzubinden. Dieses Vorhaben wurde aber durch den Ersten Weltkrieg unterbrochen und danach nicht mehr in Angriff genommen. Heute verkehren in regelmäßigen Abständen Busse des VVT nach Kufstein, St. Johann, Reit im Winkl und Traunstein. Die wichtigsten Straßen sind die B172 Walchseestraße und die B176 Kössener Straße. Die nächsten Bahnhöfe befinden sich in Kufstein und St. Johann. Der Tourismusverband organisiert auch Busse zu den Top-Events in den Gemeinden.

## Belege
1. ↑  Loipenbericht Kaiserwinkl. Aktueller Loipenstatus. Abgerufen am 2. Februar 2019.
2. ↑  Kaiserwinkl Skigebiete. Abgerufen am 2. Februar 2019.
3. ↑  Kaiserwinkl. Amt der Tiroler Landesregierung, abgerufen am 2. Februar 2019.
4. ↑  Vollversammlung: TVB Kaiserwinkl steuert wieder auf die Million zu. 12. Januar 2024, abgerufen am 8. Februar 2024.
5. ↑  Übernachtungen der 4 Gemeinden. Abgerufen am 10. Juli 2025.
6. ↑  Vergleich Tourismusverbände: Ups & Downs in den 34 Tourismusregionen. 14. Mai 2025, abgerufen am 10. Juli 2025.